# Maša i Medvjed
Maša i Medvjed (rus. Маша и Медведь) ruski je 3D digitalni crtani film u nastavcima. 
Crtani film pokazuje pustolovine simpatične djevojčice Maše i Medvjeda, koji postanu prijatelji. Maša je hiperaktivna djevojčica dobrog srca, koja se izgubila u šumi, gdje je zalutala u Medvjedovu kuću, koji se od tada brine o njoj. Zajedno dožive brojne komične zgode, u koje Maša upadne zbog svoje razigranosti i znatiželje. Medvjed voli mir, red i organiziranost, što je u suprotnosti s Mašinim karakterom, što dovodi do tenzija i kaosa, ali sve se uvijek dobro riješi, zahvaljujući Medvjedovom zaštitničkom ponašanju prema Maši i njegovoj smirenosti i snalažljivosti. Ostali likovi su stanovnici šume: zec, jež, par vukova, vjeverica i medvjedica. Crtani film ima sličnosti s istoimenom ruskom narodnom pričom, ali samo kroz početnu ideju, a kasnije se razlikuje od narodne priče.
Predstavnik je ruske škole. Glavni redatelj je Oleg Kuzovkov, koji je ujedno i scenarist i producent s drugim suradnicima. Nastao je u ruskom animacijskom studiju »Animaccord«. Format je 16:9.
Prikazuje se na TV postaji »Rusija 1« (rus. Россия-1) u emisiji Laku noć, djeco! (rus. Спокойной ночи, малыши!) i na ruskoj tv-postaji Karusel (rus. Карусель). Također se prikazuje na TV postajama u Francuskoj, Švicarskoj i Kanadi pod nazivom Maša i Miška („Miška” je ruski naziv za Medvjeda).[neaktivna poveznica] Prosječno trajanje jedne epizode je oko 7 minuta. Od studenog 2009., nalazi se i na DVD i Blu-Ray izdanjima.
Do jeseni 2012. godine snimljeno je 26 nastavaka.
Ruska animirana serija Maša i Medvjed osvojila je prestižnu nagradu Kidscreen Awards 2015 u kategoriji za najbolji animirani film, što je zapravo prvo priznanje ruske serijske animacije na međunarodnoj stručnoj razini.
Mnoge su epizode Maše i Medvjeda postale vrlo popularne na YouTubeu: Recept za katastrofu broji preko 1,4 milijarde pregleda, Veliko pranje ima više od 540 milijuna pregleda, Dobar tek s više od 520 milijuna pregleda, Sladak život s više od 450 milijuna pregleda i druge.